# Lucio Apuleyo Saturnino
Lucio Apuleyo Saturnino (en latín, Lucius Appuleius Saturninus) fue un tribuno de la plebe durante los años 103 y 100 a. C. conocido por introducir una serie de reformas legislativas, junto con su colaborador Cayo Servilio Glaucia y con el consentimiento de Cayo Mario, durante los últimos años del siglo II a. C. La oposición senatorial a estas leyes acabó desembocando en una crisis interna, la declaración del Senatus Consultum Ultimum (SCU) y la muerte de Saturnino, Glaucia y sus seguidores en el año 100 a. C.

## Cuestor
Como cuestor en el año 104 a. C., supervisó la importación de grano a Ostia, pero fue depuesto por el Senado romano (en un procedimiento inusual), y fue reemplazado por el líder del senado Marco Emilio Escauro. La deposición del cargo de Saturnino se debió a las protestas motivadas por el considerable aumento del preció del trigo, probablemente agravado por la guerra servil en Sicilia.

## Primer tribunado
En 103 a. C. fue elegido tribuno de la plebe. Estableció un acuerdo con Cayo Mario y recibió la orden de legislar que los soldados de este fueran recompensados con cien iugera cada uno en la provincia de África. Saturnino además contribuyó a que Mario fuera elegido para su cuarto consulado (102 a. C.).
A Saturnino se le presentó una oportunidad de vengarse de la nobleza romana con la llegada en 101 a. C. de unos embajadores del rey Mitrídates VI del Ponto, ya que éstos sobornaban con grandes sumas de dinero al Senado. Cuando esto llegó a los oídos de Saturnino, el tribuno insultó a los embajadores. Saturnino tuvo que comparecer en un juicio por infringir la ley al calumniar a los embajadores y sólo se salvó gracias a una petición de misericordia de la plebe. El primer tribunado de Saturnino estuvo principalmente vinculado a su lex de maiestate, la cual probablemente reforzó el poder del tribunado de la plebe y de los populares. Saturnino estableció la minuta maiestas para los romanos cuyos actos tendían a perjudicar la integridad de Roma, lo que se podría entender mediante la moderna palabra traición.
Uno de los principales objetivos del tribuno, que había suscitado un profundo odio en él era Quinto Cecilio Metelo Numídico, cuando, como censor, intentó expulsar a Saturnino del Senado por su inmoralidad, pero su colega censor, Cayo Cecilio Metelo Caprario lo rechazó. Para congraciarse con la plebe, Saturnino presentó a Roma, que tenía muy presente en la memoria a los Graco, a un hombre que se decía hijo de Tiberio Sempronio Graco, Lucio Equitio. Aunque Cornelia, madre de los Gracos rechazó la alegación de su presunto nieto, la plebe golpeó hasta dejar inconsciente a Quinto Cecilio Metelo el Numídico cuando este rechazó la candidatura de Lucio Equitio a tribuno de la plebe. Equitio fue poco después elegido tribuno.

## Segundo tribunado
Cuando Cayo Mario regresó a Roma tras su victoria frente a los cimbrios, se encontró marginado en el Senado por la facción optimate. Mario llegó a un acuerdo con Saturnino y con su aliado, Cayo Servilio Glaucia, y estos tres senadores formaron una especie de triunvirato. Saturnino y Glaucia apoyaron la concesión de tierras para los veteranos de Cayo Mario. Con la ayuda del soborno y el asesinato, Mario fue elegido cónsul en 100 a. C. por sexta vez (y quinta consecutiva), Glaucia fue elegido pretor y Saturnino fue elegido tribuno de la plebe por segunda vez. Saturnino sacó adelante una ley agraria, extensión de la aprobada en la provincia romana de África Proconsular. Propuso que todo el territorio al norte del Po, recientemente en posesión de los cimbrios, debería estar disponible para el asentamiento de los veteranos de Cayo Mario, incluidas las tierras que habían sido ocupadas por tribus célticas. Esta ley fue motivo de polémica, ya que estas tierras ya eran propiedad de los campesinos itálicos que habían sido desposeídos de ellas por los cimbrios.
Se fundaron colonias en Sicilia, Acaya y Macedonia, empleándose para su compra el tesoro del oro de Tolosa, malversado por Quinto Servilio Cepión, cónsul en 106 a. C., padre de Quinto Servilio Cepión. Los itálicos fueron admitidos en estas colonias surgiendo auténticas colonias burguesas, de forma que el derecho de igualdad de los itálicos respecto al de los romanos fue de ese modo parcialmente reconocido. Esta parte del proyecto de ley ofendió a muchos ciudadanos, que no estaban dispuestos a permitir la cesión de estos privilegios.
Una cláusula exigía la condición de que, pasados cinco días de la aprobación de la ley, debían defenderla, bajo pena de ser expulsados del Senado y exiliados. Todos los senadores juraron defender la ley, excepto Quinto Cecilio Metelo el Numídico, que fue exiliado. Además Saturnino presentó un proyecto de ley con el objeto de ganar el apoyo de la plebe: el suministro de grano a un módico precio. El cuestor Quinto Servilio Cepión declaró que el Tesoro no podría soportar el gasto, pero los colegas de Saturnino interpusieron su veto. Saturnino ordenó la continuación de la votación pero Cepión la dispersó mediante la violencia. El Senado declaró nula la reunión y la invalidó, porque se había oído un trueno. Saturnino declaró que para el Senado era mejor permanecer sin hacer nada, de lo contrario el trueno habría sido seguido por una granizada. Los proyectos de ley (leges Appuleiae) fueron finalmente aprobados gracias a la influencia de Cayo Mario.

## Tercer tribunado, caída y muerte
Mario se encontró ensombrecido por sus colegas y, debido a todos sus excesos, rompió definitivamente con ellos. Saturnino y Glaucia vieron que la única esperanza de mantenerse a salvo era la retención de sus cargos. Saturnino fue elegido por tercera vez tribuno a principios de año (aunque finalmente no llegó a ocupar el cargo) y Glaucia, aunque tras la pretura no era elegible hasta pasados dos años, fue candidato al consulado. Marco Antonio Orator fue elegido sin oposición, mientras que el otro candidato optimate, Cayo Memmio, que parecía que era el que tenía más posibilidades de éxito, fue golpeado hasta la muerte por seguidores de Saturnino y Glaucia.
Esto produjo una auténtica revolución en el sentimiento político. El Senado declaró al día siguiente a Saturnino y a Glaucia enemigos públicos y mediante un Senatus Consultum Ultimum (SCU) instó a Mario, a su colega en el consulado y al resto de pretores para que defendieran el Estado. Mario no tuvo más alternativa que obedecer. Saturnino, vencido en una pequeña batalla en el Foro Romano, se refugió con sus seguidores en el Capitolio, al que se cortó el suministro de agua y los sitiados fueron obligados a capitular. Mario, prometiéndoles que perdonaría sus vidas, los trasladó a la Curia Hostilia con la intención de procesarles de acuerdo a la ley, pero los miembros más impetuosos del partido aristocrático, treparon al techo, deshicieron el tejado cogiendo unas cuantas tejas y apedrearon a Saturnino y a sus seguidores. Glaucia, que se encerró en una casa, fue sacado a rastras y asesinado.

## Descendencia
Su hija Apuleya contrajo matrimonio, a pesar de la caída en desgracia de su familia, y fue madre de dos cónsules, Lucio Emilio Paulo y el triunviro Marco Emilio Lépido.